# Ташик (село)
Таши́к (каз. Таcшық) — упразднённое село в Бухар-Жырауском районе Карагандинской области Казахстана, входило в состав Белагашского сельского округа.

## История
Совместным постановлением акимата Карагандинской области от 7 декабря 2007 года № 27/05 и решением III сессии маслихата Карагандинской области от 14 декабря 2007 года № 47 «Об изменениях в административно-территориальном устройстве районов Карагандинской области», населённый пункт Ташик был упразднён и исключён из учётных данных, поселение села было включено в состав административного центра сельского округа села Белагаш.

## Население
| Численность населения | Численность населения |
| 1989                  | 1999                  |
| --------------------- | --------------------- |
| 186                   | ↘97                   |

национальный состав
Процентное соотношение численно-преобладающих национальностей села согласно переписи населения 1989 года:
| Национальность | Процентное соотношение |
| -------------- | ---------------------- |
| чеченцы        | 41 %                   |
| русские        | 23 %                   |
| другие         | 36 %                   |